# Deropeltis schweinfurthi
Deropeltis schweinfurthi är en kackerlacksart som beskrevs av Henri Saussure 1895. Deropeltis schweinfurthi ingår i släktet Deropeltis och familjen storkackerlackor. Inga underarter finns listade i Catalogue of Life.